# 卡洛斯·瑞特曼

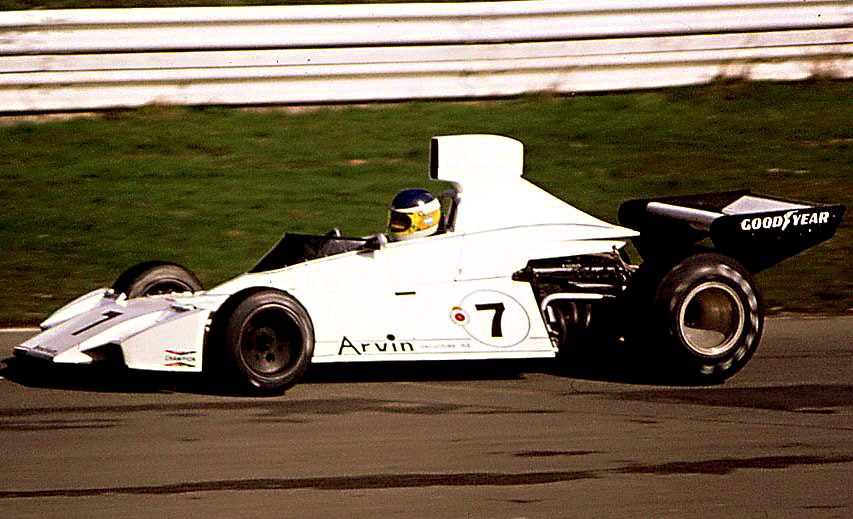
卡洛斯·瑞特曼於非大獎賽事的布蘭茲哈奇賽道駕駛布拉漢姆BT44

卡洛斯·阿爾韦托·瑞特曼（西班牙語：Carlos Alberto Reutemann，1942年4月12日—2021年7月7日），綽號「Lole」，是前阿根廷德裔賽車手，曾在1972年至1982年間參賽一級方程式，晚年加入正義黨成為一位政治家，並成為他的家鄉聖大非省的省長。
作為一位車手，瑞特曼是1972至1982年間的一級方程式領跑主角的其中一位。他共贏得了12場大獎賽，得到6次桿位。他在1981年的最後一站被超越，以1分之差錯失了車手世界冠軍。他也是自莱奥·吉努能後，第二位站上世界拉力錦標賽（WRC）賽事頒獎台的一級方程式車手，他在1980和1985年的阿根廷拿下第三名。他也是30年來唯一一位在一級方程式與WRC皆取得車手積分的一級方程式車手，直到奇米·雷克南在2010年於約旦拿下第8名為止。
作為一位知名的省長與參議員，他也被一些人認為有幾度能夠參加總統競選，不過當他對參選2010年阿根廷總統大選深思熟慮後還是放棄了。

## 外部連結
| 體育角色                   | 體育角色                        | 體育角色               |
| -------------------------- | ------------------------------- | ---------------------- |
| 前任： 帕布洛·布雷亞       | 阿根廷二級方程式錦標賽冠軍 1969 | 繼任： 歐斯瓦多·貝西阿 |
| 官衔                       |                                 |                        |
| 前任者： 維克托·雷維克利歐 | 聖大非省省長 1991－1995年       | 繼任者： 霍爾黑·歐貝德 |
| 前任者： 霍爾黑·歐貝德     | 聖大非省省長 1999－2003年       | 繼任者： 霍爾黑·歐貝德 |